# Bell hooks
  Bell hooks    (Hopkinsville, 25 de setembre de 1952 - Berea, 15 de desembre de 2021), coneguda pel nom de ploma bell hooks, va ser una escriptora i activista feminista estatunidenca.
S'interessà particularment per la interseccionalitat entre raça, capitalisme, classe i gènere, i sobre la producció i la perpetuació dels sistemes d'opressió i de domini basant-se en aquestes relacions. Va publicar més de trenta llibres i diversos articles en publicacions universitàries o en la premsa generalista, va aparèixer en diverses pel·lícules documentals i va participar en moltes conferències. Principalment va centrar el seu treball des d'una perspectiva feminista i afroamericana, i va tractar temes de raça, classe, del gènere en l'educació, l'art, la història, la sexualitat, els mitjans de comunicació de massa i el mateix feminisme.

## Biografia

### Nom de ploma
hooks va forjar el seu pseudònim a partir dels noms de sa mare i la seua àvia. El seu nom empra inicials minúscules, de manera no convencional, la qual cosa significa per a ella que el més important en els seus treballs és la «substància dels llibres, no el que soc», és a dir, les seves idees i no la seva persona.

### Joventut
hooks va nàixer com a Gloria Jean Watkins el 25 de setembre de 1952 a Hopkinsville (Kentucky). Creixé en una família de classe obrera entre cinc germanes i un germà. El pare de hooks, Veodis Watkins, treballava al servei de correus, i la seva mare, Rosa Bell Watkins, era mestressa de la llar. Va criar-se en una família difícil en una comunitat negra. Escriu que l'experiència de créixer pobra, negra i dona va tenir un profund impacte sobre ella i això va nodrir la seua escriptura i el seu compromís.
L'educació de hooks va tenir lloc en escoles públiques encara sota el règim de segregació racial. Va estudiar en una escola d'integració racial, on el professorat i l'alumnat eren majoritàriament blancs. Va obtenir el diploma d'educació secundària a l'institut de Hopkinsville i, més endavant, es va llicenciar el Literatura Anglesa a la Universitat Stanford l'any 1973, i va cursar un màster a la Universitat de Wisconsin l'any 1976. El 1983, després de diversos anys d'ensenyament i d'escriptura, hooks va acabar el seu doctorat al departament de literatura de la Universitat de Califòrnia a Santa Cruz, amb una tesi sobre la novel·lista Toni Morrison.

### Carrera
bell hooks va començar a treballar el 1976 com a professora d'anglès i conferenciant d'estudis ètnics a la Universitat del Sud de Califòrnia. Hi romangué tres anys, durant els quals va publicar el seu primer llibre, un recull de poemes titulat And There We Wept («I allà hem plorat», 1978), sota el seu nom de ploma, bell hooks.
Ensenyà en diverses facultats a començament dels anys 1980, entre les quals la Universitat de Califòrnia a Santa Cruz i la Universitat Pública de San Francisco. A l'editorial alternativa de Boston, South End Press, hi publica la seva obra més important, Ain't I a Woman?: Black Women and Feminism (1981), text que va escriure mentre cursava els seus estudis. Des de la seva publicació, va esdevenir una dona cèlebre i reconeguda per la seva contribució al pensament feminista modern.
Ain't I a Woman? aborda diversos temes recurrents en el seva obra: la història i l'impacte del sexisme i del racisme sobre les dones negres i la inferioritat i devaluació de la feminitat negra que en resulta; el paper dels mitjans de comunicació, del sistema educatiu, i dels sistemes de supremacia de raça blanca capitalistes patriarcals en la marginació de les dones negres; la denigració de les dones negres i el menyspreu cap a les problemàtiques de raça, classe i gènere en el si del feminisme.
Des de la publicació de Ain't I a Woman?, hooks va esdevenir coneguda com a intel·lectual d'esquerres. hooks prova d'arribar a una ampla audiència presentant el seu treball a través de diversos mitjans de comunicació, emprant diferents maneres de parlar i d'escriure segons el públic.
Els temes tractats en els seus llibres van des dels homes negres i la masculinitat, a l'auto-defensa, la pedagogia compromesa amb les memòries i la vivència personal, i de la sexualitat a la lectura política de la cultura visual. En els seus últims escrits tracta de la capacitat de la comunitat i l'amor a sobrepassar la raça, la classe i el gènere. Amb tres novel·les i quatre llibres per la joventut, tempta de provar que la comunicació i la cultura (l'aptitud a llegir, escriure, i cultivar el pensament crític) és la clau del desenvolupament de comunitats i de relacions sanes, sense influències de les variables de raça, classe o gènere.
Va exercir de professora d'estudis africans i afroamericans i anglesos a la Universitat Yale, de professora adjunta d'estudis femenins i de literatura americana a l'Oberlin College a Oberlin, i de conferenciant distingida de literatura anglesa al City College de Nova York.

hooks var fer un discurs de graduació controvertit l'any 2002 a la Universitat de Southwestern (Texas), que era llavors on treballava. Deixant de costat l'estil tradicional dels discursos d'entrada, hooks va parlar de l'opressió i de la violència promoguda pel govern al Pròxim Orient, i va reprendre els estudiants que en aquell moment hi estaven a favor. Una bona part de l'audiència va desaprovar el discurs, encara que 
| « | diversos estudiants de postgrau han passat a donar-li la mà a hooks o abraçar-la | » |

Al 2004, hooks va incorporar-se a la Universitat de Berea a Kentucky, com a professora emèrita en residència, on ella participava en un grup de debat setmanal, i a un seminari titulat Building Beloved Community: The Practice of Impartial Love («Construir una comunitat estimada: la pràctica de l'amor imparcial»).

## Recepció

### Influències
Les influències de hooks comprenen la feminista abolicionista Sojourner Truth (coneguda pel discurs Ain't I a Woman?, que va inspirar la primera obra de hooks), l'educador brasiler Paulo Freire (de qui reprèn les teories sobre educació per a desenvolupar tota la branca d'educació compromesa), el teòleg Gustavo Gutiérrez, la dramaturga Lorraine Hansberry, el monjo budista Thích Nhất Hạnh, l'escriptor James Baldwin, el líder negre Malcolm X, i el líder del Moviment dels Drets Civils Martin Luther King.

### Crítiques dels conservadors
Alguns autors conservadors han criticat hooks. David Horowitz la va ridiculitzar en la seva frase on diu que 
| « | és difícil no sentir en l'anglès ordinari el so etern de la massacre i la conquesta | » |

 (Teaching to Transgress, pàg. 169). Peter Schweizer acusa d'hipòcrita la seva política sexual, i Jamie Glazov, editorialista del diari de dretes FrontPage Magazine, l'acusa de fer crítiques virulentes i odioses fora de lloc.

## Obres